# 20595 Ryanwisnoski
20595 Ryanwisnoski è un asteroide della fascia principale. Scoperto nel 1999, presenta un'orbita caratterizzata da un semiasse maggiore pari a 2,2779560 UA e da un'eccentricità di 0,0840580, inclinata di 3,43808° rispetto all'eclittica.